# Reliquienaltar des Hl. Theodor (Mannheim)

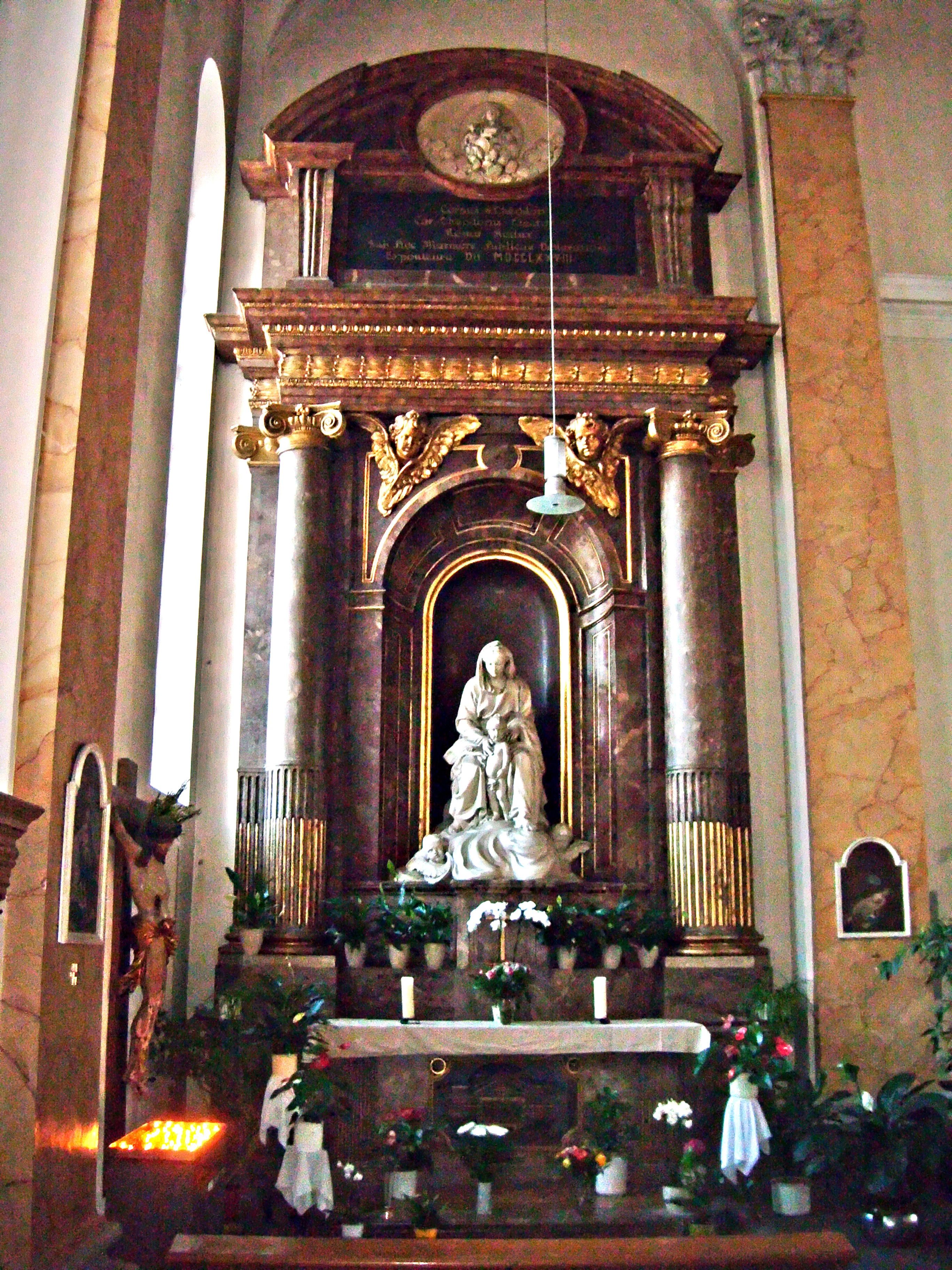
Reliquienaltar, des Hl. Theodor, St. Sebastian, Mannheim

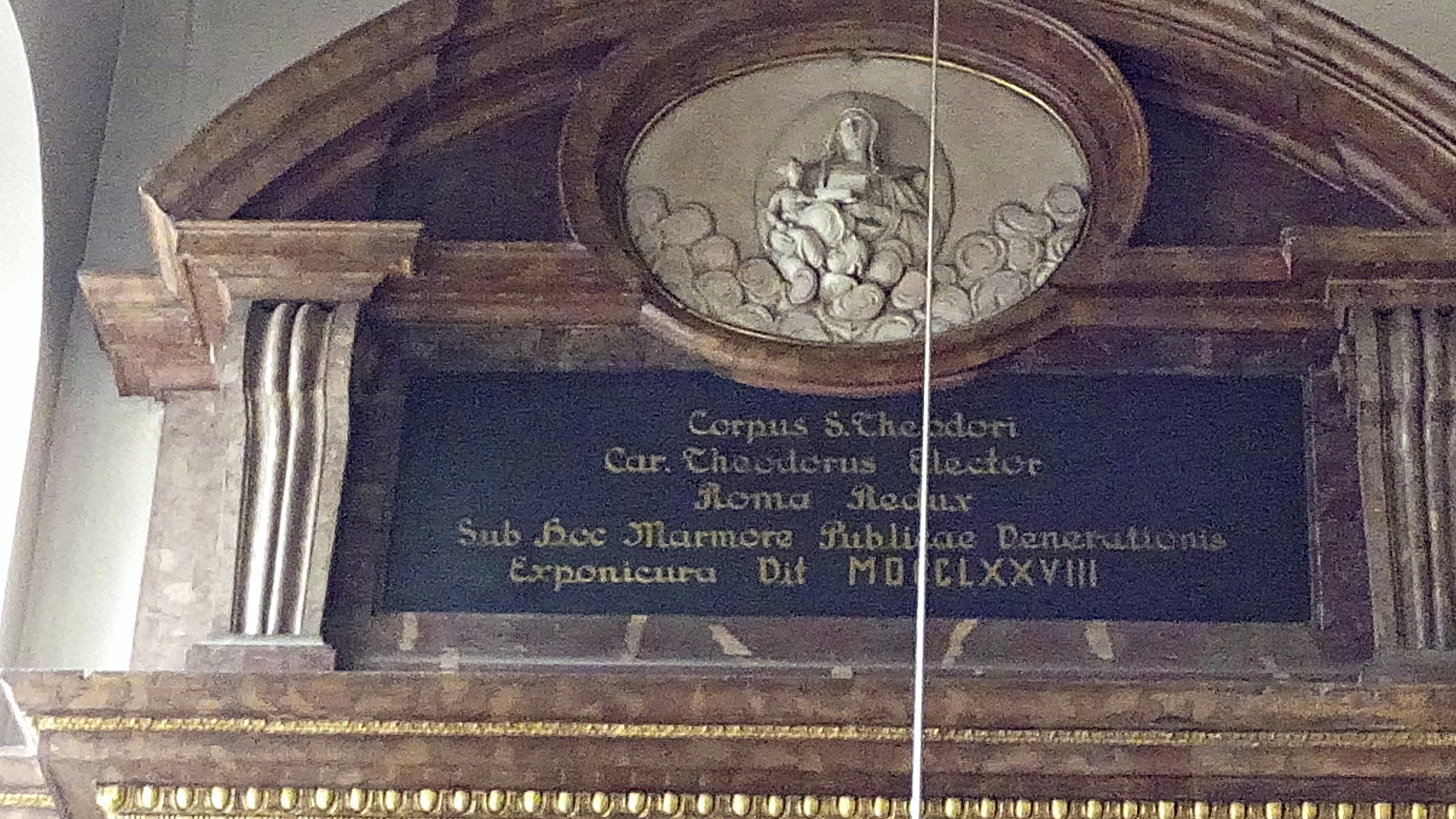
Theodor-Reliquienaltar, Stifterinschrift, 1778

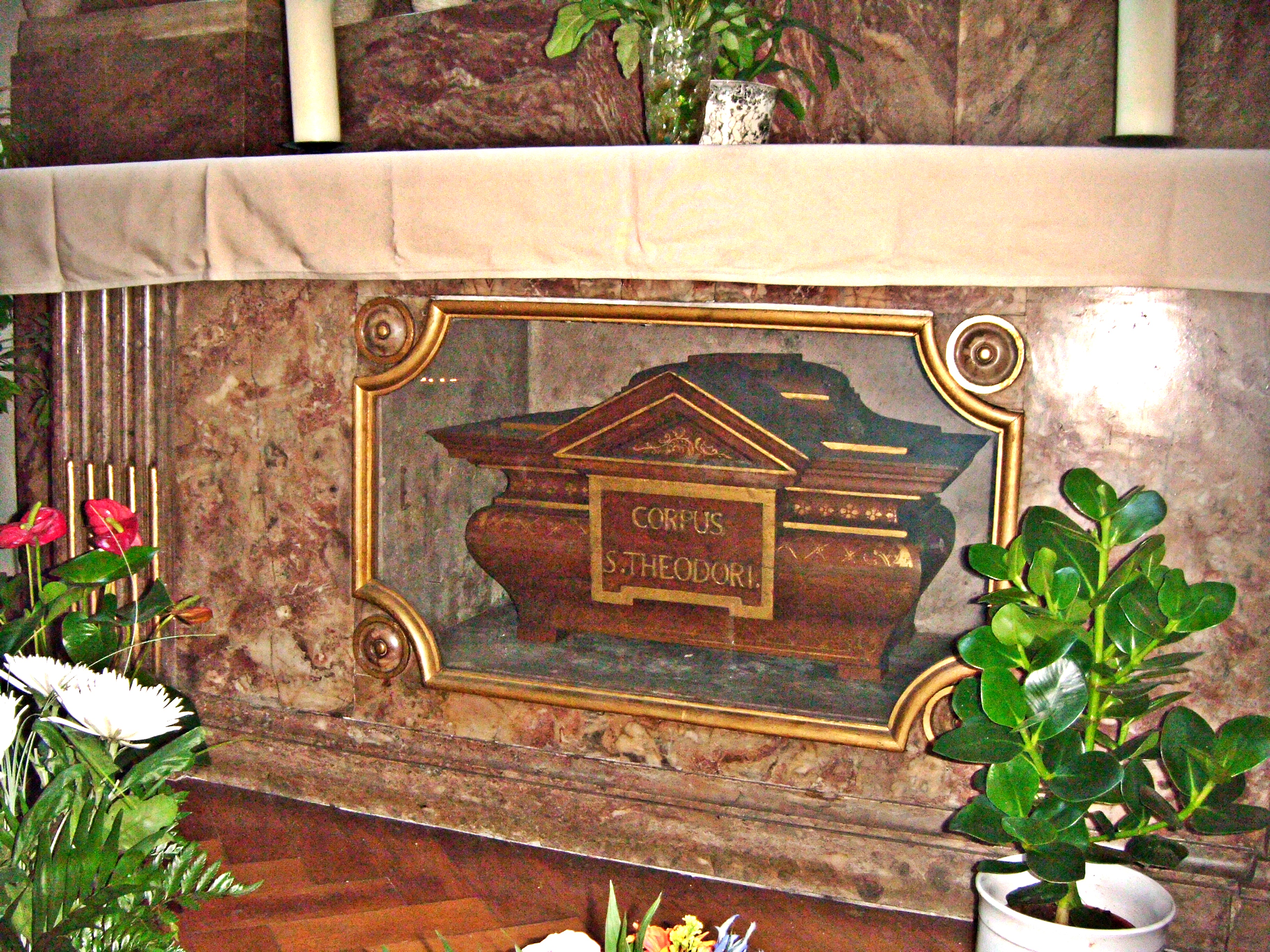
Reliquiar des Hl. Theodor, in der Altarmensa

Das Mannheimer Reliquienaltar des Hl. Theodor ist ein barocker Hochaltar in der Pfarrkirche St. Sebastian, mit einem großen Reliquienschrein des Hl. Theodor Tiro bzw. des Hl. Theodor Stratelates, deren Kult sich vermischt hat und die in der katholischen Kirche als die gleiche Person angesehen werden.

## Geschichte
Es handelt sich um einen barocken Hochaltar, welcher als linker Seitenaltar in der Stadtpfarrkirche St. Sebastian, Mannheim steht. Laut lateinischer Inschrift im oberen Teil des Retabels ist er eine 1778 gemachte Stiftung des Pfälzer Kurfürsten Karl Theodor zur Verehrung der von ihm aus Rom geholten Reliquien seines Namenspatrons St. Theodor. Gebeine von diesem befanden sich schon seit Alters in der Kirche San Teodoro al Palatino in Rom, die bereits unter Papst Gregor dem Großen († 604) als Diakonie nachweisbar ist. Eventuell steht der Erwerb der Reliquien im Zusammenhang mit der ersten Romreise des Herrschers, 1774/75. Der Mannheimer Reliquienaltar wurde laut Inschrift 1778 gestiftet, in dem Jahr als der Stifter Mannheim verließ und seinen Regierungssitz nach München verlegte, nachdem Kurbayern 1777 an die Kurpfalz gefallen war.
Etwa zeitgleich (1779) kamen auch weitere Reliquien des Heiligen nach Bayern, die von einem Priester namens Balthasar Grimm, ehemaligem Pfarrer am Campo Santo Teutonico in Rom, beschafft worden waren. Sie befinden sich seit 1780 in der Wallfahrtskirche Maria Brünnlein bei Wemding. Möglicherweise hatte auch der Kurfürst seine Reliquien über diese Verbindung erhalten.

## Altar
Der 7,5 m hohe Ädikula-Altar besteht aus rötlichgrauem Marmor, die Schmuckteile der Architektur sind vergoldet. Wie bereits erwähnt trägt er im Giebel, unter einem weißen Oval-Medaillon der Hl. Anna, die lateinische Stifterinschrift: CORPUS S. THEODORI CAR. THEODORUS ELECTOR ROMA REDUX SUB HOC MARMORE PUBLICAE VENERATIONIS EXPONI CURAVIT MDCCLXXVIII
Darunter wölbt sich eine Bogennische die als zentrales Retabelbildnis eine auf Wolken thronende Madonna mit einem Jesusknaben aufnimmt. Es ist eine Gipsstudie des kurpfälzischen Hofbildhauers Peter Anton von Verschaffelt (1710–1793) zu einer gleichartigen Marmormadonna, die er für das Grabmal des Bischofs Maximilian Anton van der Noot in der St.-Bavo-Kathedrale von Gent schuf. Als Vorbild diente die Madonna von Michelangelo, in der Liebfrauenkirche von Brügge. Wegen der zentralen Mariendarstellung gilt der Altar gleichzeitig als Marienaltar der Mannheimer Pfarrkirche.
In der Altarmensa sitzt mittig eine Nische mit Fenster. In dieser Nische steht zur Verehrung das geschlossene, sargförmige Barock-Reliquiar mit den Gebeinen des heiligen Theodor. Es trägt die Aufschrift CORPUS S. THEODORI.

## Weblinks

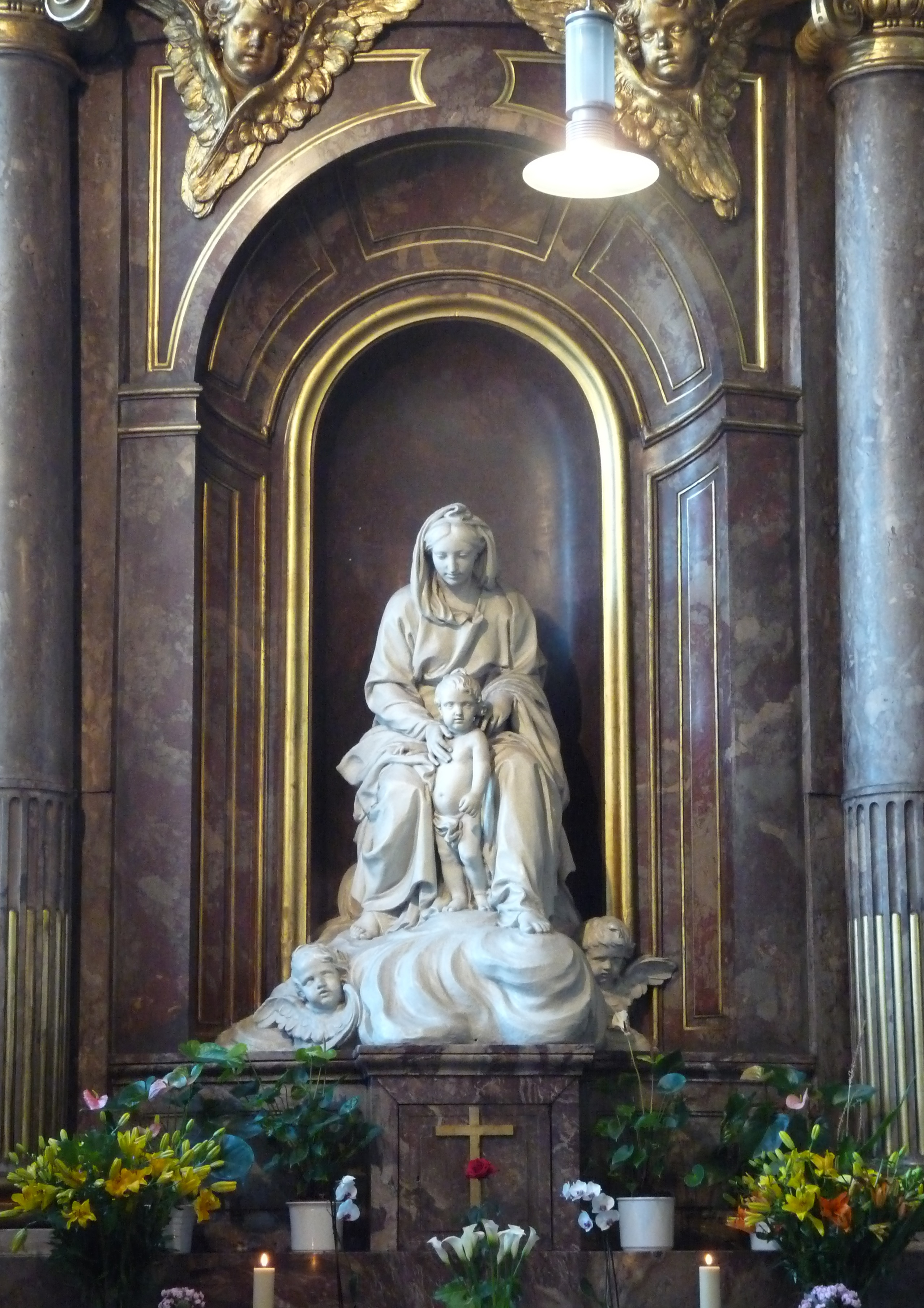
Die Mannheimer Madonna von Peter Anton von Verschaffelt
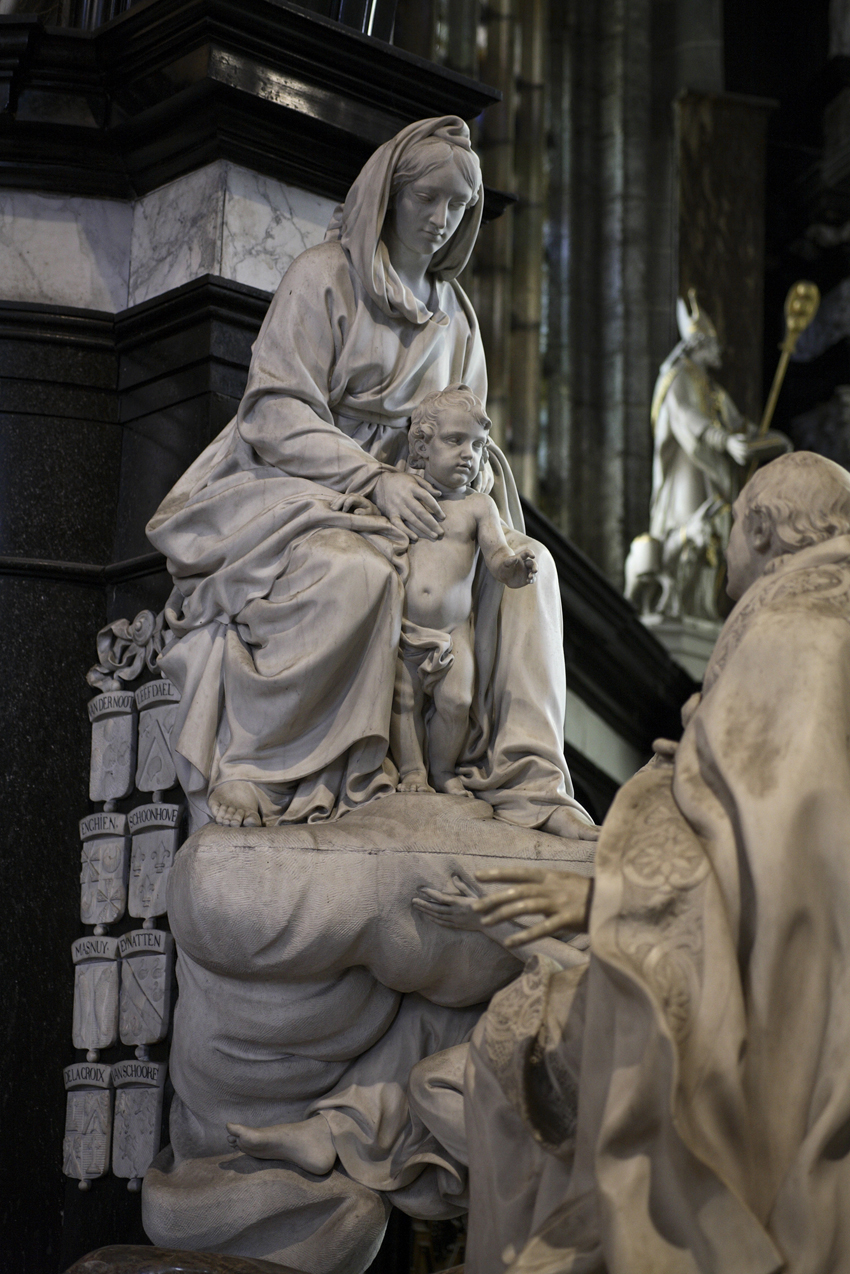
Die Genter Madonna von Peter Anton von Verschaffelt
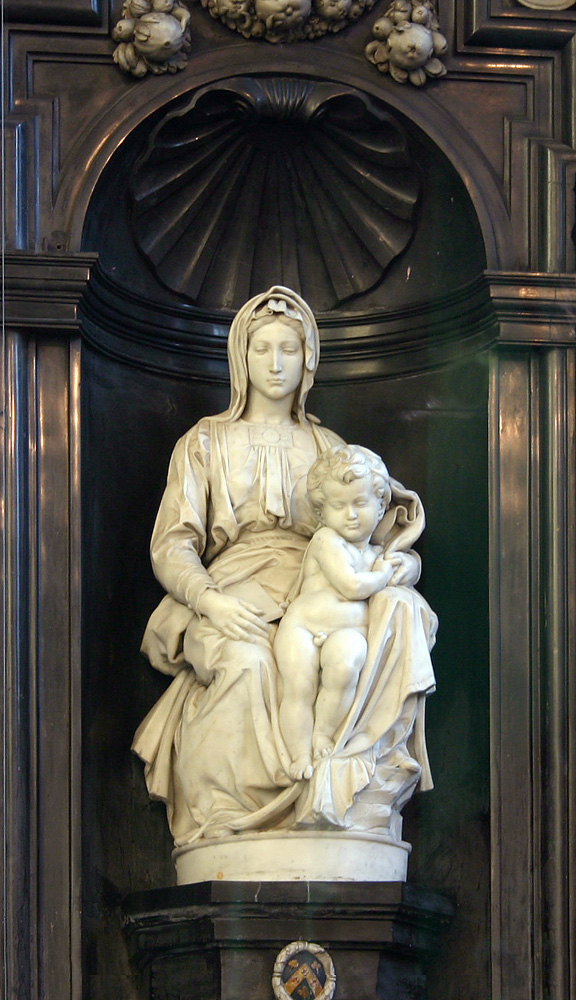
Die Madonna von Michelangelo in Brügge